# Comuna Fârțănești, Galați
Fârțănești este o comună în județul Galați, Moldova, România, formată din satele Fârțănești (reședința) și Viile. Se află în Câmpia Covurlui; lângă Chineja; și la o altitudine de 24 m deasupra nivelului mării. Are o suprafață de 81,59 km². Populația este de 4.911 locuitori, determinată în 1 decembrie 2021, prin recensământ, chestionar.

## Așezare
Comuna Fârțănești este amplasată în partea de est a județului, pe malurile râului Chineja, în nordul Câmpiei Covurlui. Este străbătută de șoseaua județeană DJ242, care o leagă spre sud-est de Foltești (unde se termină în DN26) și spre nord-vest de Târgu Bujor și Vârlezi (unde se termină în DN24D). La Fârțănești, din acest drum se ramifică șoseaua județeană DJ255, care duce spre est la Măstăcani (unde se termină în același DN26); iar la Viile se ramifică șoseaua județeană DJ253, care duce spre vest la Băleni și Cudalbi.
Prin comună trece și calea ferată Galați-Bârlad, pe care este deservită de stațiile Fârțănești și Băleni.
Se învecinează la Nord cu comuna Băneasa și orașul Târgu Bujor, la est cu comunele Vlădești și Măstăcani, la sud cu comunele Scânteiești și Cuca, iar la vest cu comuna Băleni.

## Istorie
La sfârșitul secolului al XIX-lea, comuna făcea parte din plasa Prutul a județului Covurlui și era formată doar din satul de reședință, cu 1726 de locuitori ce trăiau în 397 de case. În comună funcționau o biserică și o școală mixtă cu 42 de elevi. Anuarul Socec din 1925 consemnează comuna cu 2010 locuitori, în plasa Bujoru a aceluiași județ.
În 1950, comuna a fost transferată raionului Bujor din regiunea Galați. În 1968, a trecut la județul Galați și i-a fost alipit satul Viile (fost la comuna Târgu Bujor).

## Monumente istorice
Un singur obiectiv din comuna Fârțănești este inclus în lista monumentelor istorice din județul Galați ca monument de interes local: monumentul istoric de arhitectură reprezentat de școala tip „Spiru Haret” din satul Fârțănești, datând din 1893-1894.

## Demografie
Componența etnică a comunei Fârțănești
     Români (97,13%)
     Alte etnii (0,04%)
     Necunoscută (2,83%)
Componența confesională a comunei Fârțănești
     Ortodocși (96,99%)
     Alte religii (0,12%)
     Necunoscută (2,89%)
Conform recensământului efectuat în 2021, populația comunei Fârțănești se ridică la 4.911 locuitori, în scădere față de recensământul anterior din 2011, când fuseseră înregistrați 5.184 de locuitori. Majoritatea locuitorilor sunt români (97,13%), iar pentru 2,83% nu se cunoaște apartenența etnică. Din punct de vedere confesional, majoritatea locuitorilor sunt ortodocși (96,99%), iar pentru 2,89% nu se cunoaște apartenența confesională.

## Politică și administrație
Comuna Fârțănești este administrată de un primar și un consiliu local compus din 13 consilieri. Primarul, Adrian Filote[*], de la Partidul Social Democrat, este în funcție din 2008. Începând cu alegerile locale din 2024, consiliul local are următoarea componență pe partide politice:
|  | Partid                    | Consilieri | Componența Consiliului | Componența Consiliului | Componența Consiliului | Componența Consiliului | Componența Consiliului | Componența Consiliului | Componența Consiliului | Componența Consiliului | Componența Consiliului | Componența Consiliului | Componența Consiliului | Componența Consiliului |
|  | ------------------------- | ---------- | ---------------------- | ---------------------- | ---------------------- | ---------------------- | ---------------------- | ---------------------- | ---------------------- | ---------------------- | ---------------------- | ---------------------- | ---------------------- | ---------------------- |
|  | Partidul Social Democrat  | 12         |                        |                        |                        |                        |                        |                        |                        |                        |                        |                        |                        |                        |
|  | Partidul Național Liberal | 1          |                        |                        |                        |                        |                        |                        |                        |                        |                        |                        |                        |                        |